# 国民健康保険大間病院
国民健康保険大間病院（こくみんけんこうほけんおおまびょういん）は、青森県下北郡大間町にある医療機関。

## 概要
大間町、風間浦村、佐井村の北通り一町二村の包括医療を担う中核的自治体病院である。

## 年表
- 1961年（昭和35年）6月1日 - 開設。
- 1992年（平成4年）5月14日 - 新築移転。

## 機関指定
- 保険医療機関
- 救急告示病院
- 労災保険指定病院
- へき地医療拠点病院
- 臨床研修協力病院

## アクセス
- 三沢空港より
  - 自動車（タクシー等）で2時間30分
- JR八戸駅より
  - JR大湊線→下北駅（所要時間1時間46分）→下北駅から自動車（タクシー等）で1時間10分
- JR下北駅より
  - タクシーで1時間10分
  - バス（下北交通）で1時間40分

患者用無料駐車場あり（85台）